# Calliopsis callops
Calliopsis callops là một loài Hymenoptera trong họ Andrenidae. Loài này được Cockerell & Porter mô tả khoa học năm 1899.